# Jung Ju-mi
Jung Ju-mi (koreanisch 정주미; * 11. September 1997 in Pocheon, Provinz Gyeonggi-do) ist eine südkoreanische Biathletin. Sie nahm an den Olympischen Spielen 2018 teil.

## Sportliche Laufbahn
Jung Ju-mis Karriere begann bei den Sommerbiathlon-Weltmeisterschaften 2014, wo sie sich in den Juniorenrennen bei jeweils gut 30 Athleten im Hinterfeld klassierte. Im Folgejahr nahm sie an der Junioreneuropa- und Juniorenweltmeisterschaft teil, 2016 bestritt sie die ersten Rennen im neu geschaffenen IBU-Junior-Cup. Später in der Saison gab die Koreanerin in Nové Město na Moravě ihr IBU-Cup-Debüt und startete für die folgenden Saisons dauerhaft auf dieser Ebene. Im Winter 2017/18 erzielte sie als 49. eines Sprints in Osrblie ihr bestes Einzelergebnis und wurde trotz wenig überzeugender Ergebnisse auch für die Olympischen Spiele 2018 in ihrem Heimatland nominiert, wo sie den 86. und damit vorletzten Rang des Einzels belegte. Nach zwei weiteren Wintern im IBU-Cup startete Jung bei den Weltmeisterschaften 2020 in Antholz sowie im Rest der Saison im Weltcup, platzierte sich aber in allen Einzel- und Staffelrennen im Hinterfeld. 2020/21 bestritt die Südkoreanerin nur die Staffeln in Oberhof und Antholz sowie einige IBU-Cup-Rennen in Osrblie. In der Folgesaison startete sie wieder regelmäßig, nach den Rennen in der Slowakei im Januar 2022 legte sie allerdings eine Wettkampfpause ein. Zum Winter 2023/24 kam Jung zurück und nahm nach einer kompletten Saison im IBU-Cup an ihren zweiten Weltmeisterschaften teil, wo sie 76. des Einzels und 19. mit der Staffel wurde. 2024/25 bestritt sie lediglich einige IBU-Cup-Wettkämpfe, bei den Asienspielen gelang ihr mit der Staffel der Gewinn der Silbermedaille.

## Statistiken

### Weltcupplatzierungen
Die Tabelle zeigt alle Platzierungen (je nach Austragungsjahr einschließlich Olympische Spiele und Weltmeisterschaften).
- 1.–3. Platz: Anzahl der Podiumsplatzierungen
- Top 10: Anzahl der Platzierungen unter den ersten zehn (einschließlich Podium)
- Punkteränge: Anzahl der Platzierungen innerhalb der Punkteränge (einschließlich Podium und Top 10)
- Starts: Anzahl gelaufener Rennen in der jeweiligen Disziplin
- Staffel: inklusive Mixed- und Single-Mixed-Staffeln

| Platzierung               | Einzel | Sprint | Verfolgung | Massenstart | Staffel | Gesamt |
| ------------------------- | ------ | ------ | ---------- | ----------- | ------- | ------ |
| 1. Platz                  |        |        |            |             |         |        |
| 2. Platz                  |        |        |            |             |         |        |
| 3. Platz                  |        |        |            |             |         |        |
| Top 10                    |        |        |            |             |         |        |
| Punkteränge               |        |        |            |             | 4       | 4      |
| Starts                    | 2      | 1      |            |             | 4       | 7      |
| Stand: Saisonende 2020/21 |        |        |            |             |         |        |

### Olympische Winterspiele
Ergebnisse bei Olympischen Winterspielen:
|                                             | Einzelwettbewerbe | Einzelwettbewerbe | Einzelwettbewerbe | Einzelwettbewerbe | Staffelwettbewerbe | Staffelwettbewerbe |
| Einzel                                      | Sprint            | Verfolgung        | Massenstart       | Damenstaffel      | Mixedstaffel       |                    |
| ------------------------------------------- | ----------------- | ----------------- | ----------------- | ----------------- | ------------------ | ------------------ |
| Olympische Winterspiele 2018 \| Pyeongchang | 86.               | –                 | –                 | –                 | –                  | –                  |

### Biathlon-Weltmeisterschaften
Ergebnisse bei den Weltmeisterschaften:
| Weltmeisterschaften | Weltmeisterschaften | Einzelwettbewerbe | Einzelwettbewerbe | Einzelwettbewerbe | Einzelwettbewerbe | Staffelwettbewerbe | Staffelwettbewerbe | Staffelwettbewerbe |
| Jahr                | Ort                 | Einzel            | Sprint            | Verfolgung        | Massenstart       | Damenstaffel       | Mixedstaffel       | S.-M.-Staffel      |
| ------------------- | ------------------- | ----------------- | ----------------- | ----------------- | ----------------- | ------------------ | ------------------ | ------------------ |
| 2020                | Antholz             | 96.               | –                 | –                 | –                 | 22.                | –                  | –                  |
| 2024                | Nové Město          | 76.               | –                 | –                 | –                 | 19.                | –                  | –                  |

### Jugendweltmeisterschaften
Ergebnisse bei den Jugendweltmeisterschaften:
| Weltmeisterschaften | Weltmeisterschaften | Einzelwettbewerbe | Einzelwettbewerbe | Einzelwettbewerbe | Damenstaffel |
| Jahr                | Ort                 | Einzel            | Sprint            | Verfolgung        | Damenstaffel |
| ------------------- | ------------------- | ----------------- | ----------------- | ----------------- | ------------ |
| 2015                | Minsk               | 58.               | 62.               | –                 | –            |